# FK Tbilisi
FK Tbilisi (Georgisch: სკ თბილისი) was een Georgische voetbalclub uit de hoofdstad Tbilisi.
De club werd in 1991 opgericht als Merani-91 Tbilisi en veranderde in 2003 de naam in FK Tbilisi.
In 1996 promoveerde de club naar de hoogste klasse en werd 4de, de volgende seizoenen eindigde de club in de middenmoot. Na een 3de plaats in 2005 moest de club een barrage spelen in 2006 om het behoud te verzekeren. Hierna fusioneerde de club met Olimpi Tbilisi, een tweedeklasser die zich het vorige seizoen had teruggetrokken en vormde zo de nieuwe club Olimpi Roestavi (de club verhuisde naar Roestavi).

## Eindklasseringen (grafiek) van 1994 tot 2006
| 6 |

| 2 |

| 1 |

| 4 |

| 7 |

| 6 |

| 9 |

| 6 |

| 6 |

| 9 |

| 4 |

| 3 |

| 13 |

| Erovnuli Liga |

| Erovnuli Liga 2 |

| Erovnuli Liga |

| Erovnuli Liga 2 |

## FK Tbilisi in Europa
#Q = #kwalificatieronde, T/U = Thuis/Uit, W = Wedstrijd, PUC = punten UEFA-coëfficiënten .
Uitslagen vanuit gezichtspunt FK Tbilisi
| Seizoen | Competitie    | Ronde         | Land                  | Club             | Totaalscore | 1e W    | 2e W    | PUC |
| ------- | ------------- | ------------- | --------------------- | ---------------- | ----------- | ------- | ------- | --- |
| 1997    | Intertoto Cup | Groep 12      | Vlag van Rusland      | Torpede Luzhniki | 0-2         | 0-2 (T) |         | 0.0 |
|         |               | Groep 12      | Vlag van Oostenrijk   | SV Ried          | 3-1         | 3-1 (U) |         | 0.0 |
|         |               | Groep 12      | Vlag van Griekenland  | Iraklis Saloniki | 0-2         | 0-2 (U) |         | 0.0 |
|         |               | Groep 12 (2e) | Vlag van Malta        | Floriana FC      | 5-0         | 5-0 (T) |         | 0.0 |
| 2004/05 | UEFA Cup      | 1Q            | Vlag van Azerbeidzjan | FK Shamkir       | 5-1         | 1-0 (T) | 4-1 (U) | 2.0 |
|         |               | 2Q            | Vlag van Polen        | Legia Warschau   | 0-7         | 0-1 (T) | 0-6 (U) | 2.0 |

Totaal aantal punten voor UEFA-coëfficiënten: 2.0

## Bekende spelers
- Akaki Devadze (2004–05)
- Gogita Gogoea (2003–05)
- Lasja Jakobia (2003)